# Jelena Alexejewna Makarowa
Jelena Alexejewna Makarowa (russisch Елена Алексеевна Макарова; * 1. Februar 1973 in Moskau) ist eine ehemalige russische Tennisspielerin.

## Karriere
Auf der WTA Tour konnte sie 1994 in Moskau im Doppel ihren einzigen Turniersieg feiern. Erfolgreicher war sie auf dem ITF Women’s Circuit, wo sie je sechs Einzel- und Doppeltitel gewann. Für die russische Fed-Cup-Mannschaft bestritt sie von 1992 bis 1999 insgesamt 38 Spiele (Bilanz: Einzel 15:6, Doppel 11:6).

## Erfolge

### Doppel

#### Turniersiege
| Nr. | Datum              | Turnier | Kategorie    | Belag           | Partnerin           | Finalgegnerinnen           | Ergebnis |
| --- | ------------------ | ------- | ------------ | --------------- | ------------------- | -------------------------- | -------- |
| 1.  | 24. September 1994 | Moskau  | WTA Tier III | Teppich (Halle) | Jewgenija Manjukowa | Laura Golarsa Caroline Vis | 7:6, 6:4 |